# Парфёнов, Юрий Васильевич
Ю́рий Васи́льевич Парфёнов (19 января 1946, Уфимский район, Башкирская АССР — 23 июня 2025) — российский джазовый музыкант (труба, флюгельгорн, альтгорн), композитор. Заслуженный артист России (1997).

## Биография
Юрий Васильевич Парфёнов родился 19 января 1946 года в Булгакове (Башкирия). Начал играть на трубе в духовом оркестре Дворца пионеров во Фрунзе (ныне Бишкек, Киргизия). Окончил Фрунзенское музыкальное училище (Фрунзе, Киргизская ССР). Окончил Ташкентскую государственную консерваторию. До 1984 года жил в республиках Средней Азии и Казахстане. В 1984 году переехал в Балашиху Московской области.
Критики заговорили о никому не известном алма-атинском трубаче после выступлений на фестивале в Фергане (1978) и в Ярославле (1978).
В 1980—1983 годах играл в алма-атинских ансамблях «Бумеранг» и «Медео».
С 1984 года Парфёнов работал в оркестре Олега Лундстрема, но изредка собирал ансамбль для исполнения собственной музыки. В 1992 году он подключился к фри-джазовому ансамблю «Три О» Сергея Летова, несколько позже к Оркестру московских композиторов.
Автор инструментальных пьес «Дервиш», «Хайтарма», «Минарет», «Бумеранг», «Индия», «Три четверти», «Орнамент», «Турецкие зарисовки».
С 2011 года был участником группы Аукцыон.
Умер в больнице 23 июня 2025 года в возрасте 79 лет после продолжительной борьбы с раком. Похоронен на Алабушевском кладбище.

## LP
1. Ансамбль Олега Гоцкозика. «Восточная сюита». Мелодия (СССР) С60-13075-76, 1979 г.
2. Джаз-ансамбль «Бумеранг» под управлением Т. Ибрагимова. «Мелодия» С60-18719-20, 1982 г.
3. Ансамбль «Бумеранг». Авторская пластинка «Орнамент». «Мелодия». С60-21321 007. 1984 г.
4. Ансамбль под управлением Панова. «Вирго». «Мелодия», 1987 г.
5. оркестр Олега Лундстрема. « В стиле свинг» (In Swing Time). Мелодия (СССР) С60 23709 006, 1986 г.
6. Alex Rostotsky/Yuri Parfenov-Once Upon a Time in the City of Kazan- COSMIC SOUNDS LONDON 2001 г.

## CD
1. Ансамбль «Бумеранг». «Mobile Fidelity Sound Lab» (США) MF CD 908.
2. Оркестр Московских композиторов. «Короли и капуста». «Leo Records & Laboratory» (Англия).
3. Квартет Николая Панова. «Индийский проект». Екатеринбург, Россия, 1994 г.
4. Ансамбль Николая Панова «Джазовая галерея». РМР-0002, 1995 г.
5. Оркестр Московских композиторов. «An Italian Love Affair». «Leo Records & Laboratory», LEO LAB CD 019, 1996.
6. Сергей Летов — Юрий Парфёнов. Тайное Учение. HOR Records hcd-066
7. Alex Rostotsky/Yury Parfenov. Once Upon a Time in the City of Kazan Cosmic Sounds CS-17
8. Embryo. Tour 98 Istambul — Casablanca. Schneeball LC 5372
9. Sainkho and TRI-O. Forgotten streets of St. Petersburg Leo Records CD LR 439
10. Джаз-бас-театр Александра Ростоцкого. Когда рыбы думают о прошлом.
11. EMBRYO 2000 live vol. 1 Indigo 9753-2
12. Оркестр Московских Композиторов. /LET PEREMSKY DREAM/ LEO LAB СВ 035 1997
13. VARNA SUMMER Festival 1997 live recorded (MAGIC WATER) A.Vapirov ensemble
14. Джаз-бас-театр Александра Ростоцкого-Splashes
15. moscow composers orchestra & sankho /Live at city garden/1994 Germany Cologne
16. VARNA SUMMER Festival 1996 live recorded/This time forever/International big band.AVA RECORDS 006
17. moscow composers orchestra.Recorded live at Porgy and Bess.Wien,Austria 1998
18. Bitov-quintet./ The hour of sad choices…/live recorded in New-York 1998